# 爆鎮完了!レスキューファイアー
「爆鎮完了!レスキューファイアー」（ばくちんかんりょう!レスキューファイアー）は、JAM Projectの40作目のシングル。2009年11月11日にLantisから発売された。

## 概要
- テレビ愛知・テレビ東京系ドラマ『トミカヒーロー レスキューファイアー』のオープニングテーマを収録している。

## 収録曲
1. 爆鎮完了!レスキューファイアー
作詞・作曲：影山ヒロノブ、編曲：鈴木マサキ
テレビ愛知・テレビ東京系ドラマ『トミカヒーロー レスキューファイアー』第2期オープニングテーマ
2. いでよ ガイアレオン
作詞・作曲：遠藤正明、編曲：三宅博文
テレビ愛知・テレビ東京系ドラマ『トミカヒーロー レスキューファイアー』挿入歌
3. 爆鎮完了!レスキューファイアー（off vocal）
4. いでよ ガイアレオン（off vocal）